# Obamadon
Obamadon es un género extinto de lagarto poliglifanodonte del Cretácico Superior de América del Norte. Sus fósiles se han hallado en la Formación Hell Creek de Montana y la Formación Lance de Wyoming. Los investigadores describen que se distingue por sus "dientes altos y delgados con grandes cúspides centrales separadas de las pequeñas cúspides accesorias por surcos linguales." La especie tipo fue nombrada Obamadon gracilis por el presidente de Estados Unidos Barack Obama, "en referencia a sus dientes altos y rectos, y la manera en la que el sr. Obama ha actuado como un modelo de la buena higiene oral para el mundo." De acuerdo con Nicholas R. Longrich de la Universidad de Yale, el animal "era probablemente de un pie (cerca de 30 centímetros) de largo, [y] usaba sus dientes altos y delgados para comer insectos y material vegetal."
El lagarto fue identificado como parte de una búsqueda en las colecciones de museos para hallar especies de lagartos y serpientes que hubieran vivido inmediatamente antes de la extinción masiva del Cretácico-Terciario, en la cual desaparecieron los dinosaurios (con la excepción de las aves). Esta identificación fue presentada por Longrich, Bhart-Anjan S. Bhullar y Jacques A. Gauthier en un artículo titulado "Extinción en masa de lagartos y serpientes en el límite Cretácico-Paleógeno", publicado el 10 de diciembre de 2012 en la revista Proceedings of the National Academy of Sciences. Los científicos encontraron que las serpientes y lagartos fueron más golpeados por la extinción masiva de lo que se había supuesto anteriormente, muriendo hasta el 83 por ciento de las especies – incluyendo a Obamadon. Todas las especies actuales de lagartos son descendientes del restante 17 por ciento.

## Denominación
Obamadon no es el primer organismo que es nombrado homenajeando al presidente Obama. Otros investigadores ya habían usado su nombre para denominar a Etheostoma obama, la perca moteada o "pez Obama", y el liquen Caloplaca obamae. Longrich negó que hubiera alguna intención política en la nomenclatura, explicando en Político que "solo nos divertimos con la taxonomía", pero comentó que si las elecciones presidenciales de Estados Unidos de 2012 hubieran tenido un resultado diferente él probablemente no hubiera usado ese nombre, ya que "pudo haber parecido que era una burla, nombrando a un lagarto que se extinguió después de eso, parecería algo un poco cruel." De acuerdo a Longrich, él llegó a esa idea después de las elecciones de 2008: "cuando era todo esperanza y cambio, dijimos que debíamos nombrar a un dinosaurio por él y llamarlo el Obamadon."

## Descripción
Obamadon es conocido a partir de dos fragmentos de la mandíbula inferior, cada uno de menos de un centímetro de longitud. Uno fue hallado en las colecciones del Museo de Paleontología de la Universidad de California después de haber sido recolectado de la Formación Hell Creek en Montana, y el otro descubierto en la Formación Lance de Wyoming. Cuando fue nombrado en 2012, Obamadon fue identificado como un miembro del grupo extinto Polyglyphanodontia basándose en la conexión en forma de V entre las dos mitades de la mandíbula, una conexión de tipo ranura y canto entre el hueso dentario de la mandíbula y otro hueso no preservado denominado el esplenial, y a que los dientes que están implantados dentro del hueso de la mandíbula. Esta mandíbula es delgada y recta, a diferencia de las mandíbulas curvadas de muchos otros poliglifanodontes.

## Filogenia
Obamadon es un miembro primitivo de Polyglyphanodontia, un clado de lagartos que se extinguieron tras el evento de extinción del Cretácico–Paleógeno. Su material mandibular fue alguna vez asignado a Leptochamops, un género más derivado de poliglifanodonte.
|  | Lamiasaurus |
|  |             |
|  | Iguanidae   |
|  |             |

|  | Chamops      |
|  |              |
|  | Haptosphenus |
|  |              |

|  | Socognathus          |
|  |                      |
|  | Stypodontosaurus     |
|  |                      |
|  | Lagarto de Frenchman |
|  |                      |

|  | Chamops      |
|  |              |
|  | Haptosphenus |
|  |              |

|  | Socognathus          |
|  |                      |
|  | Stypodontosaurus     |
|  |                      |
|  | Lagarto de Frenchman |
|  |                      |

|  | Chamops      |
|  |              |
|  | Haptosphenus |
|  |              |

|  | Socognathus          |
|  |                      |
|  | Stypodontosaurus     |
|  |                      |
|  | Lagarto de Frenchman |
|  |                      |

|  | Chamops      |
|  |              |
|  | Haptosphenus |
|  |              |

|  | Socognathus          |
|  |                      |
|  | Stypodontosaurus     |
|  |                      |
|  | Lagarto de Frenchman |
|  |                      |

|  | Chamops      |
|  |              |
|  | Haptosphenus |
|  |              |

|  | Socognathus          |
|  |                      |
|  | Stypodontosaurus     |
|  |                      |
|  | Lagarto de Frenchman |
|  |                      |

|  | Chamops      |
|  |              |
|  | Haptosphenus |
|  |              |

|  | Socognathus          |
|  |                      |
|  | Stypodontosaurus     |
|  |                      |
|  | Lagarto de Frenchman |
|  |                      |

|  | Chamops      |
|  |              |
|  | Haptosphenus |
|  |              |

|  | Socognathus          |
|  |                      |
|  | Stypodontosaurus     |
|  |                      |
|  | Lagarto de Frenchman |
|  |                      |

|  | Chamops      |
|  |              |
|  | Haptosphenus |
|  |              |

|  | Socognathus          |
|  |                      |
|  | Stypodontosaurus     |
|  |                      |
|  | Lagarto de Frenchman |
|  |                      |

|  | Chamops      |
|  |              |
|  | Haptosphenus |
|  |              |

|  | Socognathus          |
|  |                      |
|  | Stypodontosaurus     |
|  |                      |
|  | Lagarto de Frenchman |
|  |                      |

|  | Chamops      |
|  |              |
|  | Haptosphenus |
|  |              |

|  | Socognathus          |
|  |                      |
|  | Stypodontosaurus     |
|  |                      |
|  | Lagarto de Frenchman |
|  |                      |

|  | Chamops      |
|  |              |
|  | Haptosphenus |
|  |              |

|  | Socognathus          |
|  |                      |
|  | Stypodontosaurus     |
|  |                      |
|  | Lagarto de Frenchman |
|  |                      |

|  | Chamops      |
|  |              |
|  | Haptosphenus |
|  |              |

|  | Socognathus          |
|  |                      |
|  | Stypodontosaurus     |
|  |                      |
|  | Lagarto de Frenchman |
|  |                      |

|  | Chamops      |
|  |              |
|  | Haptosphenus |
|  |              |

|  | Socognathus          |
|  |                      |
|  | Stypodontosaurus     |
|  |                      |
|  | Lagarto de Frenchman |
|  |                      |

|  | Chamops      |
|  |              |
|  | Haptosphenus |
|  |              |

|  | Socognathus          |
|  |                      |
|  | Stypodontosaurus     |
|  |                      |
|  | Lagarto de Frenchman |
|  |                      |

|  | Chamops      |
|  |              |
|  | Haptosphenus |
|  |              |

|  | Socognathus          |
|  |                      |
|  | Stypodontosaurus     |
|  |                      |
|  | Lagarto de Frenchman |
|  |                      |

|  | Chamops      |
|  |              |
|  | Haptosphenus |
|  |              |

|  | Socognathus          |
|  |                      |
|  | Stypodontosaurus     |
|  |                      |
|  | Lagarto de Frenchman |
|  |                      |

|  | Anguidae |
|  | |
|  | \| \| Litakis \| \| \| \| \| \| Colpodontosaurus \| \| \| \| \| \| Platynota \| \| \| \| \| \| Ophidia \| \| \| \| |
|  | |
|  | Litakis |
|  | |
|  | Colpodontosaurus                                                                                                   |
|  | |
|  | Platynota |
|  | |
|  | Ophidia |
|  | |

|  | Litakis          |
|  |                  |
|  | Colpodontosaurus |
|  |                  |
|  | Platynota        |
|  |                  |
|  | Ophidia          |
|  |                  |

|  | Anguidae |
|  | |
|  | \| \| Litakis \| \| \| \| \| \| Colpodontosaurus \| \| \| \| \| \| Platynota \| \| \| \| \| \| Ophidia \| \| \| \| |
|  | |
|  | Litakis |
|  | |
|  | Colpodontosaurus                                                                                                   |
|  | |
|  | Platynota |
|  | |
|  | Ophidia |
|  | |

|  | Litakis          |
|  |                  |
|  | Colpodontosaurus |
|  |                  |
|  | Platynota        |
|  |                  |
|  | Ophidia          |
|  |                  |

|  | Anguidae |
|  | |
|  | \| \| Litakis \| \| \| \| \| \| Colpodontosaurus \| \| \| \| \| \| Platynota \| \| \| \| \| \| Ophidia \| \| \| \| |
|  | |
|  | Litakis |
|  | |
|  | Colpodontosaurus                                                                                                   |
|  | |
|  | Platynota |
|  | |
|  | Ophidia |
|  | |

|  | Litakis          |
|  |                  |
|  | Colpodontosaurus |
|  |                  |
|  | Platynota        |
|  |                  |
|  | Ophidia          |
|  |                  |

|  | Anguidae |
|  | |
|  | \| \| Litakis \| \| \| \| \| \| Colpodontosaurus \| \| \| \| \| \| Platynota \| \| \| \| \| \| Ophidia \| \| \| \| |
|  | |
|  | Litakis |
|  | |
|  | Colpodontosaurus                                                                                                   |
|  | |
|  | Platynota |
|  | |
|  | Ophidia |
|  | |

|  | Litakis          |
|  |                  |
|  | Colpodontosaurus |
|  |                  |
|  | Platynota        |
|  |                  |
|  | Ophidia          |
|  |                  |

|  | Chamops      |
|  |              |
|  | Haptosphenus |
|  |              |

|  | Socognathus          |
|  |                      |
|  | Stypodontosaurus     |
|  |                      |
|  | Lagarto de Frenchman |
|  |                      |

|  | Chamops      |
|  |              |
|  | Haptosphenus |
|  |              |

|  | Socognathus          |
|  |                      |
|  | Stypodontosaurus     |
|  |                      |
|  | Lagarto de Frenchman |
|  |                      |

|  | Chamops      |
|  |              |
|  | Haptosphenus |
|  |              |

|  | Socognathus          |
|  |                      |
|  | Stypodontosaurus     |
|  |                      |
|  | Lagarto de Frenchman |
|  |                      |

|  | Chamops      |
|  |              |
|  | Haptosphenus |
|  |              |

|  | Socognathus          |
|  |                      |
|  | Stypodontosaurus     |
|  |                      |
|  | Lagarto de Frenchman |
|  |                      |

|  | Chamops      |
|  |              |
|  | Haptosphenus |
|  |              |

|  | Socognathus          |
|  |                      |
|  | Stypodontosaurus     |
|  |                      |
|  | Lagarto de Frenchman |
|  |                      |

|  | Chamops      |
|  |              |
|  | Haptosphenus |
|  |              |

|  | Socognathus          |
|  |                      |
|  | Stypodontosaurus     |
|  |                      |
|  | Lagarto de Frenchman |
|  |                      |

|  | Chamops      |
|  |              |
|  | Haptosphenus |
|  |              |

|  | Socognathus          |
|  |                      |
|  | Stypodontosaurus     |
|  |                      |
|  | Lagarto de Frenchman |
|  |                      |

|  | Chamops      |
|  |              |
|  | Haptosphenus |
|  |              |

|  | Socognathus          |
|  |                      |
|  | Stypodontosaurus     |
|  |                      |
|  | Lagarto de Frenchman |
|  |                      |

|  | Chamops      |
|  |              |
|  | Haptosphenus |
|  |              |

|  | Socognathus          |
|  |                      |
|  | Stypodontosaurus     |
|  |                      |
|  | Lagarto de Frenchman |
|  |                      |

|  | Chamops      |
|  |              |
|  | Haptosphenus |
|  |              |

|  | Socognathus          |
|  |                      |
|  | Stypodontosaurus     |
|  |                      |
|  | Lagarto de Frenchman |
|  |                      |

|  | Chamops      |
|  |              |
|  | Haptosphenus |
|  |              |

|  | Socognathus          |
|  |                      |
|  | Stypodontosaurus     |
|  |                      |
|  | Lagarto de Frenchman |
|  |                      |

|  | Chamops      |
|  |              |
|  | Haptosphenus |
|  |              |

|  | Socognathus          |
|  |                      |
|  | Stypodontosaurus     |
|  |                      |
|  | Lagarto de Frenchman |
|  |                      |

|  | Chamops      |
|  |              |
|  | Haptosphenus |
|  |              |

|  | Socognathus          |
|  |                      |
|  | Stypodontosaurus     |
|  |                      |
|  | Lagarto de Frenchman |
|  |                      |

|  | Chamops      |
|  |              |
|  | Haptosphenus |
|  |              |

|  | Socognathus          |
|  |                      |
|  | Stypodontosaurus     |
|  |                      |
|  | Lagarto de Frenchman |
|  |                      |

|  | Chamops      |
|  |              |
|  | Haptosphenus |
|  |              |

|  | Socognathus          |
|  |                      |
|  | Stypodontosaurus     |
|  |                      |
|  | Lagarto de Frenchman |
|  |                      |

|  | Chamops      |
|  |              |
|  | Haptosphenus |
|  |              |

|  | Socognathus          |
|  |                      |
|  | Stypodontosaurus     |
|  |                      |
|  | Lagarto de Frenchman |
|  |                      |

|  | Anguidae |
|  | |
|  | \| \| Litakis \| \| \| \| \| \| Colpodontosaurus \| \| \| \| \| \| Platynota \| \| \| \| \| \| Ophidia \| \| \| \| |
|  | |
|  | Litakis |
|  | |
|  | Colpodontosaurus                                                                                                   |
|  | |
|  | Platynota |
|  | |
|  | Ophidia |
|  | |

|  | Litakis          |
|  |                  |
|  | Colpodontosaurus |
|  |                  |
|  | Platynota        |
|  |                  |
|  | Ophidia          |
|  |                  |

|  | Anguidae |
|  | |
|  | \| \| Litakis \| \| \| \| \| \| Colpodontosaurus \| \| \| \| \| \| Platynota \| \| \| \| \| \| Ophidia \| \| \| \| |
|  | |
|  | Litakis |
|  | |
|  | Colpodontosaurus                                                                                                   |
|  | |
|  | Platynota |
|  | |
|  | Ophidia |
|  | |

|  | Litakis          |
|  |                  |
|  | Colpodontosaurus |
|  |                  |
|  | Platynota        |
|  |                  |
|  | Ophidia          |
|  |                  |

|  | Anguidae |
|  | |
|  | \| \| Litakis \| \| \| \| \| \| Colpodontosaurus \| \| \| \| \| \| Platynota \| \| \| \| \| \| Ophidia \| \| \| \| |
|  | |
|  | Litakis |
|  | |
|  | Colpodontosaurus                                                                                                   |
|  | |
|  | Platynota |
|  | |
|  | Ophidia |
|  | |

|  | Litakis          |
|  |                  |
|  | Colpodontosaurus |
|  |                  |
|  | Platynota        |
|  |                  |
|  | Ophidia          |
|  |                  |

|  | Anguidae |
|  | |
|  | \| \| Litakis \| \| \| \| \| \| Colpodontosaurus \| \| \| \| \| \| Platynota \| \| \| \| \| \| Ophidia \| \| \| \| |
|  | |
|  | Litakis |
|  | |
|  | Colpodontosaurus                                                                                                   |
|  | |
|  | Platynota |
|  | |
|  | Ophidia |
|  | |

|  | Litakis          |
|  |                  |
|  | Colpodontosaurus |
|  |                  |
|  | Platynota        |
|  |                  |
|  | Ophidia          |
|  |                  |

|  | Lamiasaurus |
|  |             |
|  | Iguanidae   |
|  |             |

|  | Chamops      |
|  |              |
|  | Haptosphenus |
|  |              |

|  | Socognathus          |
|  |                      |
|  | Stypodontosaurus     |
|  |                      |
|  | Lagarto de Frenchman |
|  |                      |

|  | Chamops      |
|  |              |
|  | Haptosphenus |
|  |              |

|  | Socognathus          |
|  |                      |
|  | Stypodontosaurus     |
|  |                      |
|  | Lagarto de Frenchman |
|  |                      |

|  | Chamops      |
|  |              |
|  | Haptosphenus |
|  |              |

|  | Socognathus          |
|  |                      |
|  | Stypodontosaurus     |
|  |                      |
|  | Lagarto de Frenchman |
|  |                      |

|  | Chamops      |
|  |              |
|  | Haptosphenus |
|  |              |

|  | Socognathus          |
|  |                      |
|  | Stypodontosaurus     |
|  |                      |
|  | Lagarto de Frenchman |
|  |                      |

|  | Chamops      |
|  |              |
|  | Haptosphenus |
|  |              |

|  | Socognathus          |
|  |                      |
|  | Stypodontosaurus     |
|  |                      |
|  | Lagarto de Frenchman |
|  |                      |

|  | Chamops      |
|  |              |
|  | Haptosphenus |
|  |              |

|  | Socognathus          |
|  |                      |
|  | Stypodontosaurus     |
|  |                      |
|  | Lagarto de Frenchman |
|  |                      |

|  | Chamops      |
|  |              |
|  | Haptosphenus |
|  |              |

|  | Socognathus          |
|  |                      |
|  | Stypodontosaurus     |
|  |                      |
|  | Lagarto de Frenchman |
|  |                      |

|  | Chamops      |
|  |              |
|  | Haptosphenus |
|  |              |

|  | Socognathus          |
|  |                      |
|  | Stypodontosaurus     |
|  |                      |
|  | Lagarto de Frenchman |
|  |                      |

|  | Chamops      |
|  |              |
|  | Haptosphenus |
|  |              |

|  | Socognathus          |
|  |                      |
|  | Stypodontosaurus     |
|  |                      |
|  | Lagarto de Frenchman |
|  |                      |

|  | Chamops      |
|  |              |
|  | Haptosphenus |
|  |              |

|  | Socognathus          |
|  |                      |
|  | Stypodontosaurus     |
|  |                      |
|  | Lagarto de Frenchman |
|  |                      |

|  | Chamops      |
|  |              |
|  | Haptosphenus |
|  |              |

|  | Socognathus          |
|  |                      |
|  | Stypodontosaurus     |
|  |                      |
|  | Lagarto de Frenchman |
|  |                      |

|  | Chamops      |
|  |              |
|  | Haptosphenus |
|  |              |

|  | Socognathus          |
|  |                      |
|  | Stypodontosaurus     |
|  |                      |
|  | Lagarto de Frenchman |
|  |                      |

|  | Chamops      |
|  |              |
|  | Haptosphenus |
|  |              |

|  | Socognathus          |
|  |                      |
|  | Stypodontosaurus     |
|  |                      |
|  | Lagarto de Frenchman |
|  |                      |

|  | Chamops      |
|  |              |
|  | Haptosphenus |
|  |              |

|  | Socognathus          |
|  |                      |
|  | Stypodontosaurus     |
|  |                      |
|  | Lagarto de Frenchman |
|  |                      |

|  | Chamops      |
|  |              |
|  | Haptosphenus |
|  |              |

|  | Socognathus          |
|  |                      |
|  | Stypodontosaurus     |
|  |                      |
|  | Lagarto de Frenchman |
|  |                      |

|  | Chamops      |
|  |              |
|  | Haptosphenus |
|  |              |

|  | Socognathus          |
|  |                      |
|  | Stypodontosaurus     |
|  |                      |
|  | Lagarto de Frenchman |
|  |                      |

|  | Anguidae |
|  | |
|  | \| \| Litakis \| \| \| \| \| \| Colpodontosaurus \| \| \| \| \| \| Platynota \| \| \| \| \| \| Ophidia \| \| \| \| |
|  | |
|  | Litakis |
|  | |
|  | Colpodontosaurus                                                                                                   |
|  | |
|  | Platynota |
|  | |
|  | Ophidia |
|  | |

|  | Litakis          |
|  |                  |
|  | Colpodontosaurus |
|  |                  |
|  | Platynota        |
|  |                  |
|  | Ophidia          |
|  |                  |

|  | Anguidae |
|  | |
|  | \| \| Litakis \| \| \| \| \| \| Colpodontosaurus \| \| \| \| \| \| Platynota \| \| \| \| \| \| Ophidia \| \| \| \| |
|  | |
|  | Litakis |
|  | |
|  | Colpodontosaurus                                                                                                   |
|  | |
|  | Platynota |
|  | |
|  | Ophidia |
|  | |

|  | Litakis          |
|  |                  |
|  | Colpodontosaurus |
|  |                  |
|  | Platynota        |
|  |                  |
|  | Ophidia          |
|  |                  |

|  | Anguidae |
|  | |
|  | \| \| Litakis \| \| \| \| \| \| Colpodontosaurus \| \| \| \| \| \| Platynota \| \| \| \| \| \| Ophidia \| \| \| \| |
|  | |
|  | Litakis |
|  | |
|  | Colpodontosaurus                                                                                                   |
|  | |
|  | Platynota |
|  | |
|  | Ophidia |
|  | |

|  | Litakis          |
|  |                  |
|  | Colpodontosaurus |
|  |                  |
|  | Platynota        |
|  |                  |
|  | Ophidia          |
|  |                  |

|  | Anguidae |
|  | |
|  | \| \| Litakis \| \| \| \| \| \| Colpodontosaurus \| \| \| \| \| \| Platynota \| \| \| \| \| \| Ophidia \| \| \| \| |
|  | |
|  | Litakis |
|  | |
|  | Colpodontosaurus                                                                                                   |
|  | |
|  | Platynota |
|  | |
|  | Ophidia |
|  | |

|  | Litakis          |
|  |                  |
|  | Colpodontosaurus |
|  |                  |
|  | Platynota        |
|  |                  |
|  | Ophidia          |
|  |                  |

|  | Chamops      |
|  |              |
|  | Haptosphenus |
|  |              |

|  | Socognathus          |
|  |                      |
|  | Stypodontosaurus     |
|  |                      |
|  | Lagarto de Frenchman |
|  |                      |

|  | Chamops      |
|  |              |
|  | Haptosphenus |
|  |              |

|  | Socognathus          |
|  |                      |
|  | Stypodontosaurus     |
|  |                      |
|  | Lagarto de Frenchman |
|  |                      |

|  | Chamops      |
|  |              |
|  | Haptosphenus |
|  |              |

|  | Socognathus          |
|  |                      |
|  | Stypodontosaurus     |
|  |                      |
|  | Lagarto de Frenchman |
|  |                      |

|  | Chamops      |
|  |              |
|  | Haptosphenus |
|  |              |

|  | Socognathus          |
|  |                      |
|  | Stypodontosaurus     |
|  |                      |
|  | Lagarto de Frenchman |
|  |                      |

|  | Chamops      |
|  |              |
|  | Haptosphenus |
|  |              |

|  | Socognathus          |
|  |                      |
|  | Stypodontosaurus     |
|  |                      |
|  | Lagarto de Frenchman |
|  |                      |

|  | Chamops      |
|  |              |
|  | Haptosphenus |
|  |              |

|  | Socognathus          |
|  |                      |
|  | Stypodontosaurus     |
|  |                      |
|  | Lagarto de Frenchman |
|  |                      |

|  | Chamops      |
|  |              |
|  | Haptosphenus |
|  |              |

|  | Socognathus          |
|  |                      |
|  | Stypodontosaurus     |
|  |                      |
|  | Lagarto de Frenchman |
|  |                      |

|  | Chamops      |
|  |              |
|  | Haptosphenus |
|  |              |

|  | Socognathus          |
|  |                      |
|  | Stypodontosaurus     |
|  |                      |
|  | Lagarto de Frenchman |
|  |                      |

|  | Chamops      |
|  |              |
|  | Haptosphenus |
|  |              |

|  | Socognathus          |
|  |                      |
|  | Stypodontosaurus     |
|  |                      |
|  | Lagarto de Frenchman |
|  |                      |

|  | Chamops      |
|  |              |
|  | Haptosphenus |
|  |              |

|  | Socognathus          |
|  |                      |
|  | Stypodontosaurus     |
|  |                      |
|  | Lagarto de Frenchman |
|  |                      |

|  | Chamops      |
|  |              |
|  | Haptosphenus |
|  |              |

|  | Socognathus          |
|  |                      |
|  | Stypodontosaurus     |
|  |                      |
|  | Lagarto de Frenchman |
|  |                      |

|  | Chamops      |
|  |              |
|  | Haptosphenus |
|  |              |

|  | Socognathus          |
|  |                      |
|  | Stypodontosaurus     |
|  |                      |
|  | Lagarto de Frenchman |
|  |                      |

|  | Chamops      |
|  |              |
|  | Haptosphenus |
|  |              |

|  | Socognathus          |
|  |                      |
|  | Stypodontosaurus     |
|  |                      |
|  | Lagarto de Frenchman |
|  |                      |

|  | Chamops      |
|  |              |
|  | Haptosphenus |
|  |              |

|  | Socognathus          |
|  |                      |
|  | Stypodontosaurus     |
|  |                      |
|  | Lagarto de Frenchman |
|  |                      |

|  | Chamops      |
|  |              |
|  | Haptosphenus |
|  |              |

|  | Socognathus          |
|  |                      |
|  | Stypodontosaurus     |
|  |                      |
|  | Lagarto de Frenchman |
|  |                      |

|  | Chamops      |
|  |              |
|  | Haptosphenus |
|  |              |

|  | Socognathus          |
|  |                      |
|  | Stypodontosaurus     |
|  |                      |
|  | Lagarto de Frenchman |
|  |                      |

|  | Anguidae |
|  | |
|  | \| \| Litakis \| \| \| \| \| \| Colpodontosaurus \| \| \| \| \| \| Platynota \| \| \| \| \| \| Ophidia \| \| \| \| |
|  | |
|  | Litakis |
|  | |
|  | Colpodontosaurus                                                                                                   |
|  | |
|  | Platynota |
|  | |
|  | Ophidia |
|  | |

|  | Litakis          |
|  |                  |
|  | Colpodontosaurus |
|  |                  |
|  | Platynota        |
|  |                  |
|  | Ophidia          |
|  |                  |

|  | Anguidae |
|  | |
|  | \| \| Litakis \| \| \| \| \| \| Colpodontosaurus \| \| \| \| \| \| Platynota \| \| \| \| \| \| Ophidia \| \| \| \| |
|  | |
|  | Litakis |
|  | |
|  | Colpodontosaurus                                                                                                   |
|  | |
|  | Platynota |
|  | |
|  | Ophidia |
|  | |

|  | Litakis          |
|  |                  |
|  | Colpodontosaurus |
|  |                  |
|  | Platynota        |
|  |                  |
|  | Ophidia          |
|  |                  |

|  | Anguidae |
|  | |
|  | \| \| Litakis \| \| \| \| \| \| Colpodontosaurus \| \| \| \| \| \| Platynota \| \| \| \| \| \| Ophidia \| \| \| \| |
|  | |
|  | Litakis |
|  | |
|  | Colpodontosaurus                                                                                                   |
|  | |
|  | Platynota |
|  | |
|  | Ophidia |
|  | |

|  | Litakis          |
|  |                  |
|  | Colpodontosaurus |
|  |                  |
|  | Platynota        |
|  |                  |
|  | Ophidia          |
|  |                  |

|  | Anguidae |
|  | |
|  | \| \| Litakis \| \| \| \| \| \| Colpodontosaurus \| \| \| \| \| \| Platynota \| \| \| \| \| \| Ophidia \| \| \| \| |
|  | |
|  | Litakis |
|  | |
|  | Colpodontosaurus                                                                                                   |
|  | |
|  | Platynota |
|  | |
|  | Ophidia |
|  | |

|  | Litakis          |
|  |                  |
|  | Colpodontosaurus |
|  |                  |
|  | Platynota        |
|  |                  |
|  | Ophidia          |
|  |                  |